# Onda de frio no Brasil em 1975
A onda de frio no Brasil em 1975 faz referência a um evento climático de frio extremo que atingiu o Brasil, sobretudo a Região Sul, em julho de 1975. Está entre as ondas de frio mais intensas que atingiram o país no século XX, tendo provocado prejuízos consideráveis na agricultura.
Durante quase todo o dia 17 de julho de 1975 foi registrada uma precipitação de neve no município de Curitiba, capital do estado do Paraná, com flocos que cobriram a cidade de branco. Nevou também nas serras do Rio Grande do Sul e de Santa Catarina.
Uma combinação climática de temperaturas negativas com chuva atingiu a região de Curitiba, chegando a -2º Célsius . Palmas, município do sul do Paraná, registrou -11,5 °C. A onda de frio cobriu quase todo o território paranaense e outras localidades registraram temperaturas negativas, inclusive na região norte, como Londrina.
O ano de 1975 ficou marcado na história paranaense com diversas consequências sociais e econômicas. Na madrugada de 18 de julho de 1975 ocorreu o fenômeno conhecido como "geada negra", que não é em sentido estrito uma geada, mas sim uma condição atmosférica que provoca o congelamento da parte interna da planta (da seiva), deixando-a escura, queimada e morta, que foi devastador para a agricultura ao dizimar as lavouras, principalmente toda a produção cafeeira, então a maior riqueza da região, que contava com mais de 1 milhão de hectares cultivados. Para a economia do estado ocasionou prejuízos inestimáveis, provocando grande recessão econômica.
Existem registros de nevadas em Curitiba desde o século XIX. Outros eventos ocorreram nos anos de 1928, 1942 e 1955 e em 23 de julho de 2013, durante outra onda de frio intensa.